# ロバート・マクナマラ
ロバート・ストレンジ・マクナマラ（英語：Robert Strange McNamara、1916年6月9日 - 2009年7月6日）は、アメリカ合衆国の政治家、実業家。第5代世界銀行グループ総裁、ジョン・F・ケネディ、リンドン・ジョンソン政権で第8代国防長官を務めた。

## 経歴

### 生い立ち
1916年6月9日にカリフォルニア州サンフランシスコに誕生する。父は靴の卸会社の販売マネージャーだった。父の家系はアイルランド人であり、1850年代にジャガイモ飢饉で渡米し、マサチューセッツを経て、カリフォルニアに移住した。
カリフォルニア大学バークレー校で経済学を専攻し、1937年に卒業した。副専攻として数学と哲学も学ぶ。卒業後に1939年にハーバード大学のビジネススクールでMBAを取得した。
サンフランシスコのプライス・ウォーターハウス社で会計士として働いたが、1940年8月にハーバード大学へ戻り、ビジネススクールで教鞭を執る。大学では企業経営に用いるアナリティカル・アプローチを陸軍航空隊の士官に教えた。

### 陸軍時代
第二次世界大戦が勃発したあと、1943年にアメリカ陸軍航空軍へ入隊し、統計管理局で戦略爆撃の解析および立案の仕事に従事した。1945年にヨーロッパにおけるドイツの敗北が決定的になると、陸軍航空軍はヨーロッパ戦線で余っていた爆撃機のボーイングB-17を極東に転用し、日本への戦略爆撃に使用しようとした。
チャールズ・B・ソーントンを指揮官とするマクナマラら統計管理局の若手将校たちは、統計学を用いて徹底的に分析し、B-17を廃棄して新型の大型爆撃機のボーイングB-29を大量生産し、対日戦に投入する方がコスト面で効率的であると主張した。彼らの意見は採用され、B-29を1944年末から開始された対日戦略爆撃に大量投入することで、大きな戦果を上げる。
しかし東京大空襲をはじめとする日本の諸都市への一連の無差別爆撃に対する倫理性については、上官であるカーチス・ルメイに抗議しており、のちの映画などのインタビューでも後悔の念を語っている。3年間の軍役ののちに中佐として1946年に除隊した。

### ウィズ・キッズ
第二次世界大戦後、ソーントンは統計管理局で共に働いた優秀な若手将校たちをまとめてビジネス界に売り込もうと考えた。ソーントンは当時ゼネラルモーターズに対して不利な立場に立たされていたフォード・モーターへチームを売り込み、マクナマラらは最高経営幹部候補生として採用された。
のちに「ウィズ・キッズ（Whiz Kids/ 神童）」として知られるようになる彼らは、当時のアメリカの大企業では普通になっていた大学卒が経営陣にわずか10パーセントしかおらず、非効率がまかり通っていたフォードを大胆なリストラと不採算工場の閉鎖でコストを大幅に削減して効率性を高め、ヘンリー・フォード時代からの伝統に縛られた経営悪化に苦しむフォードを一変させ利益を拡大させた。
フォード時代の1950年代には「エドセル」投入という歴史に残る大失敗に関与したものの、その後はフォードの小型車第1号である「ファルコン」の投入を成功に導いた。これをもとに1960年11月9日、マクナマラはフォード・モーターの社長に就任した。フォード一族以外の者が社長に就任するのはマクナマラが初めてだった。当時の部下には、その後にフォードの社長とクライスラーの会長を務めるリー・アイアコッカがいる。

### 国防長官時代

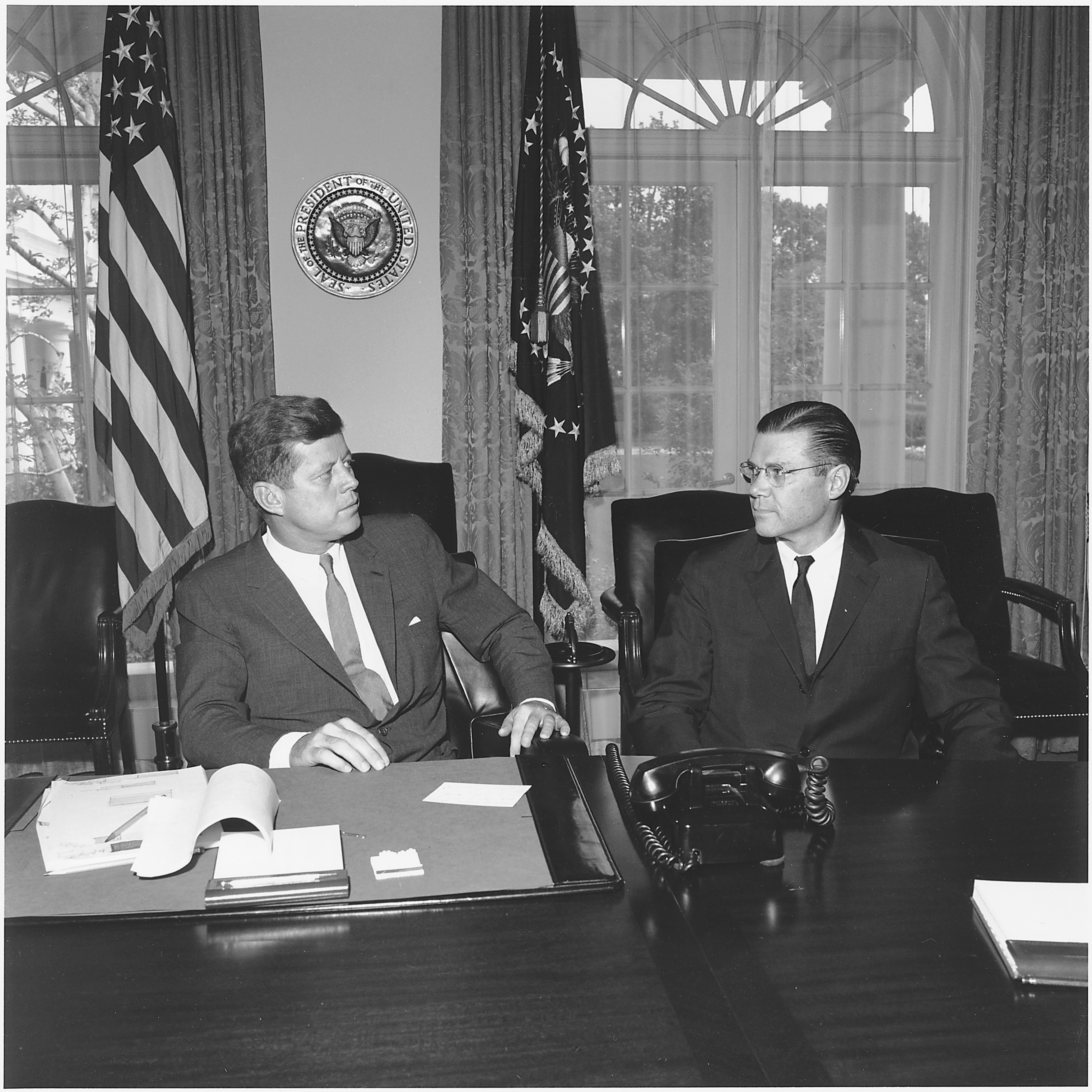
マクナマラとケネディ

1960年アメリカ合衆国大統領選挙に勝利したジョン・F・ケネディは、前任のアイゼンハワーよりも国防政策の能力に欠けているとされていた。ケネディはエスタブリッシュメントの重鎮であるロバート・ロベットに主要閣僚への就任を要請した。ロベットは健康状態を理由にこれを辞退し、マクナマラを国防長官に推薦した。ケネディは義弟のサージェント・シュライバーを介して、社長就任から5週間しか経過していないマクナマラとコンタクトを取った。当初マクナマラは「自分は第2次世界大戦後の軍事事情に詳しくないので、国防長官は勤まらない」と要請を断ったが、ケネディは「大統領になるための学校だってない。けれどもアイゼンハワー大統領と会ったら、自分にも出来ると自信を持てた」と答え、マクナマラはワシントンの社交界に出入りしなくてよいこと、自分の部下は自分で選ぶことを条件として国防長官就任を受諾した。マクナマラは国防に関する最新知識をあまり持ち合わせていなかったが、直ぐにそれらの勉強を始め、自身の役割を把握し積極的な活動を始めた。
1961年3月28日に行われたケネディ大統領の議会への最初の一般教書演説において、マクナマラは国防政策の改革を盛り込むように提案した。その骨子は、十分な戦略兵器を配備することでアメリカおよび同盟国への核攻撃を思いとどまらせ、先制攻撃も辞さないとした。ケネディはそれを拒否し、アメリカ軍は文民統制下に常に置かれるべきで、国防体制は不合理な戦争や偶発的戦争の勃発の危険性を減らす方向で行かなければならないと考えていた。
1962年10月に起きたキューバ危機において、マクナマラはジョン・マコーンCIA長官、マックスウェル・テイラー統合参謀本部議長ら強硬派と共にキューバへの先制攻撃（キューバ内のミサイル基地の破壊・キューバへの空襲・それに伴うキューバへの上陸の実施）を唱えていた一方で、キューバ周辺の公海上の封鎖とキューバに向かうソビエト連邦の船舶の海上査察を提案し（のちに海上査察という言葉はソ連との戦闘状態に突入していなかったので、海上臨検に置き換えられた）、これはケネディ大統領の承認を受けた。これは10月24日に実行に移され、ソビエト連邦の船舶との戦闘状態を起こすことなく海上封鎖と臨検に成功した。また彼以上に強硬論を唱えるカーチス・ルメイ空軍参謀総長、ジョージ・アンダーソン・ジュニア海軍作戦部長らを抑えることにも尽力した。

#### 対共産陣営とベトナム戦争
ケネディ政権は共産陣営の「民族解放戦争」に対して正面からの戦争は避けつつも、政権転覆やゲリラ戦術に訴えて対抗していくことを前面に押し出した。1962年の年次報告でマクナマラは、「軍事面の強化では狙撃・待伏せ・強襲の戦闘力強化。政治面では恐怖感・強奪・暗殺」と述べた。
実際にアメリカ軍にこれらの訓練を積んだ特殊部隊を増強し、当時混迷を増していた南ベトナムには、「軍事顧問団」と称するアメリカ軍の部隊の増強を続けた。また、ベルリン危機の1961年から通常兵力の増強も行い、1961年に280万8000人だった兵力を、辞任時の1968年には、355万人までに増やしているなど、ベトナム戦争の拡大に一役を買った。

#### 核戦略
彼の核政策の要は、いかにNATOを核の脅威から守るかであった。マクナマラの目的は西側のアメリカ合衆国の同盟国への核攻撃がアメリカからソ連への報復攻撃に繋がることをモスクワに確信させることにあり、ソビエト連邦が都市への核攻撃をできないようにする施策を望んでいた。彼はアナーバーでのスピーチで、「大規模な攻撃が行われても直ぐに報復可能な核備蓄を行うべきである」と述べた。
マクナマラはこの戦略を実現するため、兵器と補給システムの革新と拡張を促進した。また、1966年までに当時旧型のタイタンIやアトラスミサイルを廃止し、後継の大陸間弾道ミサイル（ICBM）ミニットマンと潜水艦発射弾道ミサイル（SLBM）ポラリスの配備を加速した。マクナマラ在任中、54基のタイタンIIと1,000基のミニットマンを陸上配備し、また41隻の原子力潜水艦に656基のポラリス配備を行った。
1965年に相互確証破壊（MAD）の考えを打ち出した。

#### 国防省の改革・核戦略の転換など
彼は、アイゼンハワー政権の核戦略を転換させた。前政権は大量核報復戦略を当然とするアーサー・ラドフォード海軍大将やカーチス・ルメイ空軍大将などが動かしていた。それに密かに反対していたマクスウェル・D・テイラー陸軍大将を統合参謀本部議長にして、より穏健な立場に立ち、軍部を掌握した聡明な文官としての地位を確立した。民主党勝利の大きな理由であった「ミサイル・ギャップ（ミサイルでアメリカはソ連に負けているという説）」は存在しないと国防長官就任直後に発言し物議を醸したように、彼は単純な核兵器拡張論者では無い。当時前線司令官に一部任されていた核使用権限を大統領に集中し、文官側によるより柔軟で広範な判断をできる仕組みを作り上げた。
国防省に国防情報局を設置して3軍の情報を集中し、国防長官に情報が集まるようにした。また、国際安全保障局で文官側の判断が独自に出来るようにし、システム分析局で情勢や装備の文官側の判断が出来るようにした。またヨーロッパ諸国の国防省に文官組織を作り、軍部が独走しないようにした。

#### PPBS
マクナマラはシステム分析の手法を広く導入した。
システム分析導入の顕著な例は、PPBS（Planning, Programming, and Budgeting System/効用計算予算運用法）である。国防省の監査役のチャーリーズ・J・ヒッチとマクナマラは、国防に必要な要素を統計的に分析し、長期的かつ計画された国防予算の立案を行った。PPBSはマクナマラの管理手法の中心に据えられた。PPBSの基本的な考え方は以下の通りである。
- 防衛システムの課題を国家としての必要性と妥当性から解決手段を分析する。
- 軍事面の必要性とコストの分析を行う。
- 政策決定に分析スタッフを積極的に活用する。
- 軍事力とコストの両面からの軍備計画立案
- データ及び分析結果を公開する。

マクナマラは費用対効果の面で、B-52爆撃機の後継機として開発中であったXB-70の開発を中止した。彼は、費用・効果・速度の面で、有人爆撃機は弾道ミサイルに及ばないと結論付けていた。有人爆撃機は操縦士のその場の判断による臨機応変の行動・柔軟な行動が可能という、ミサイルには無い利点を持っており、マクナマラの意見は一般論としては全面的に正解とは言えない。ただしXB-70に限って言えば、予めプログラムされた飛行コースしか飛べないこの機体は、有人爆撃機の弾道ミサイルに対する利点である柔軟性に欠けており、開発中止は正解であったと言える。
同様にマクナマラは空中発射弾道ミサイル・スカイボルト(GAM-87)計画を1962年末に中止した。マクナマラは、スカイボルトが費用の割に十分な精度を持たず、しかも開発は遅延するだろうと判断していた。

#### F-111の失敗
さらにマクナマラは、空軍のTFX（Tactical Fighter Experimental) 計画と海軍のFADF（Fleet Air Defence Fighter) 計画を強引にひとつの計画に統合してしまった。TFX計画は空軍の次期主力戦闘爆撃機、FADF計画は海軍の艦隊防空戦闘機の開発計画であり、空軍海軍両者とも要求仕様が全く異なるとして反対したのであるが、マクナマラは強引に計画を進めた。その結果完成したF-111は航空母艦での使用が不可能な大型機となってしまった。F-111の艦上機型は空母への発着艦試験には成功したものの、艦隊防空用としての運用に耐えられたかは疑問であり、この点で無理な統合であったことは明白である。そのためF-111は結局空軍機としてしか採用できず、無惨な失敗となって終わった。その後に改めて海軍の艦隊防空戦闘機として開発されたF-14戦闘機は、専用の機体として開発されたことでF-111よりも小型軽量化されている。前線を知らず、机上だけでの効率化を推し進めたマクナマラの失敗の一例である。
しかしながら、F-111は戦闘爆撃機を名乗りながらも、戦闘機として運用するには大型機となってしまい、純然たる爆撃機としてしか使用できなかった。そのため海軍機としてのみならず、空軍機としても当初の開発目的を達成できなかった。したがってこの機体の開発失敗は、元来の空軍の戦闘爆撃機としての要求仕様にも問題があり、マクナマラだけに失敗の責任を求めることはできない。軍人任せにするとコスト意識が希薄になったり、アフォーダビリテイ観念が欠落したりして必要数が揃わなくなりがちな軍事組織において、既に膨張し始めていた戦闘機の開発費用と調達コストを空軍・海軍共同開発によって削減・抑制しようとしたコンセプト自体は決して間違っていたとは言えない。
なお、元々海軍の艦上機として設計開発されたF-4 ファントムIIを、空軍にもF-105 サンダーチーフの代替機として採用させたことは、結果論ではあるが成功となっている。

#### 国防予算問題
マクナマラのスタッフは、兵器開発及び他の国防予算問題での分析や意思決定支援を行った。スタッフは、アメリカには国防に必要な予算を回す余力はあるが、その余力を国防費に無駄に費やすことは許さず、費用対効果を厳密に分析する必要があると信じていた。マクナマラはこれを受けて、予算削減案を提出した。1961年の就任からの5年間で、140億ドルの削減に成功したと報告している。国防予算削減は、議会からの激しい批判を受けるも、マクナマラは更に不要な軍事基地の閉鎖を断行した。
そのような予算削減にも拘わらず、マクナマラの任期中に国防費はケネディ政権下で始まったベトナム戦争のため増加した。1962年の国防費は495億ドルであったが、辞任する1968年には749億ドルまで増大した。マクナマラは、ケネディ政権とジョンソン政権で発生した国家安全保障上の重大な危機で大きな役割を果たした。1つは、1961年4月に亡命キューバ人が主謀したピッグス湾事件である。
マクナマラの視点で成功したと思われるのは、1962年のキューバミサイル危機である。また、1965年4月のドミニカ共和国で起きた革命への介入も、マクナマラの考えていたアメリカ軍の機動性の証明になったといわれている。

#### ベトナム戦争

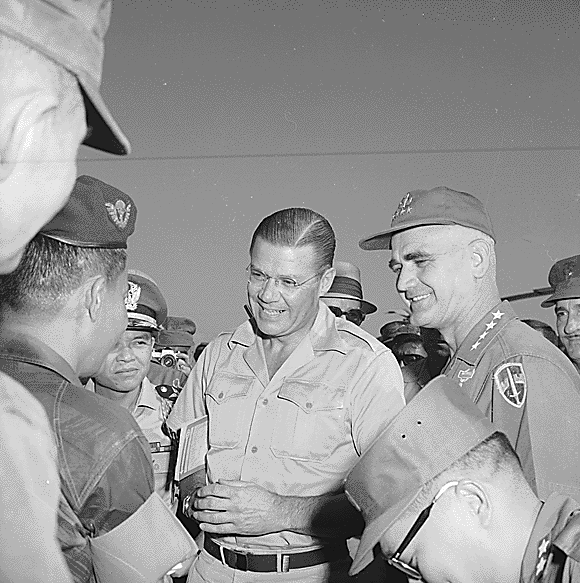
南ベトナムを訪問するマクナマラとウィリアム・C・ウェストモーランド将軍（1965年）

ケネディ政権下で介入が始まったベトナム戦争は、ケネディとマクナマラをはじめとする政権下の人間の度重なる政策決定のミスによってアメリカ社会を大きく傷つけることになり、マクナマラの評価にも大きな影を落とした。
アメリカのトルーマンとアイゼンハワー政権は、1954年にフランスがベトナムから撤退して以降、資金援助と軍事指導を通して南ベトナム政権を支援してきたが、その規模は限定的なものだった。ケネディ政権期にマクナマラは南ベトナムに派遣する軍事顧問団の規模を100人から約1万7千人に増加させた。これにより、実質的な軍事介入が開始された。
さらにマクナマラはケネディの命を受けて、南ベトナム政府軍を視察した。マクナマラは南ベトナムの勝利は可能であると結論付け、南ベトナムに対する軍事援助を拡大させ、事実上のアメリカ軍の正規軍の本格派兵に拡大させた。さらに南ベトナムの政治改革に反対するゴ・ディン・ジェム政権と対立したケネディ大統領の命を受け、軍事顧問団の人員を1000人減らし、1965年までに軍事顧問団を南ベトナムから完全撤退させるというブラフの発表をしてゴ・ディン・ジェム政権を揺さぶりをかけた。しかし ゴ・ディン・ジェム大統領は1963年11月2日にクーデターで殺害され、ケネディ大統領も同年11月22日にダラスで暗殺された。
大統領職を引き継いだジョンソン政権で発生したトンキン湾事件により、アメリカの介入はさらにエスカレートした。国防長官として留任したマクナマラは新たに北ベトナムの海軍施設への報復爆撃を指示し、議会はジョンソン大統領に対して北ベトナムに対する攻撃を承認した。

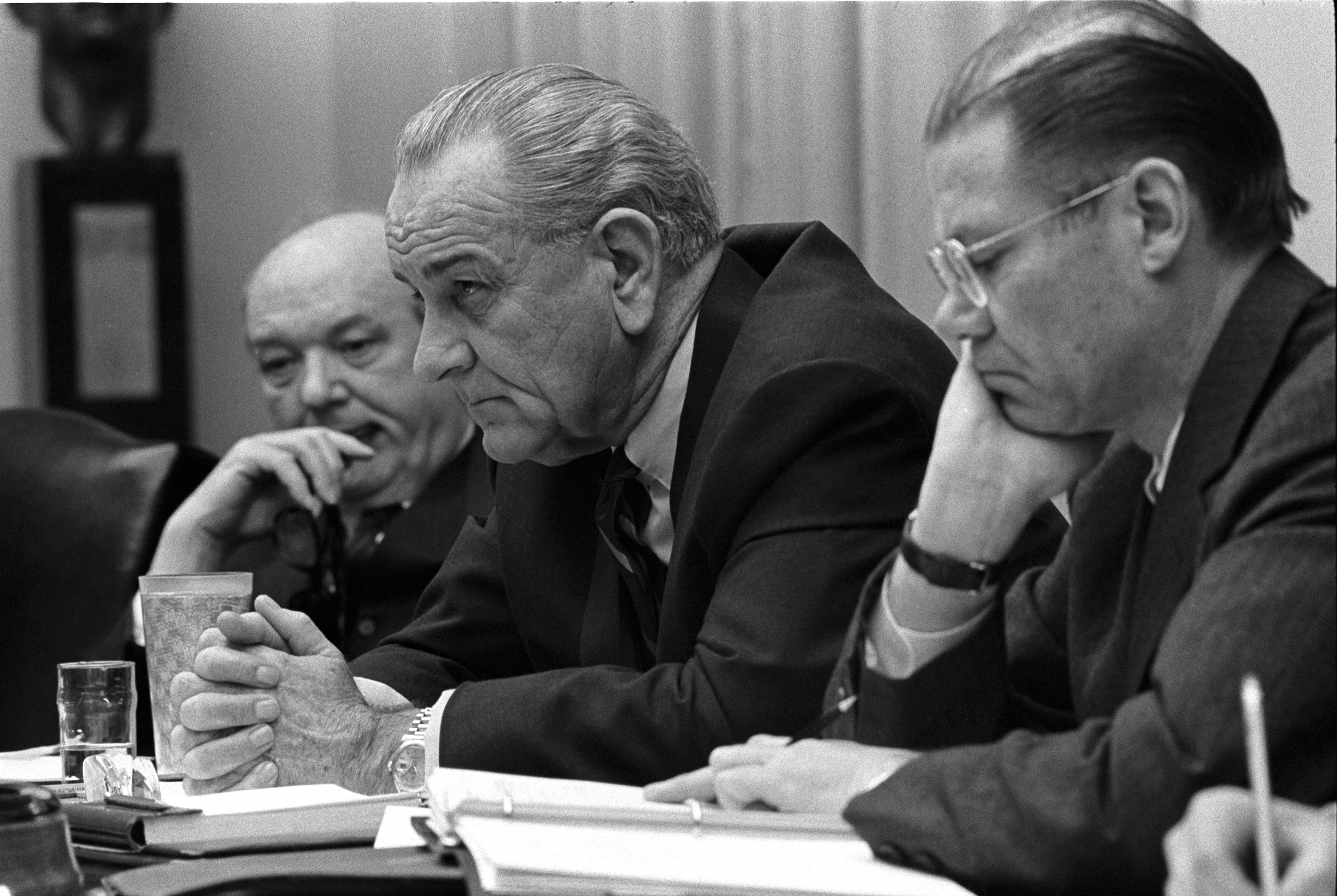
ディーン・ラスク国務長官とジョンソン大統領とともに閣議に臨むマクナマラ（1968年）

1965年にジョンソン政権は、アメリカ兵が死傷した南ベトナムのアメリカ軍基地に対する南ベトナム解放民族戦線のゲリラ攻撃を北ベトナム軍の責任であるとして北爆を開始した。また大規模な部隊を南ベトナムに展開させ、マクナマラの指示のもと1967年末までに48万5000人が、1968年6月までには53万5000人が投入された。しかしアメリカの大規模介入によっても戦況は一向に改善せず泥沼化した。
マクナマラは、ケネディ政権におけるベトナムへの軍事介入開始からジョンソン政権における介入の本格化までの政策を一貫して推し進めたが、戦争の勝利が可能であるのか懐疑的になりはじめた。マクナマラは自ら戦争の状況を確認するために何度もベトナムに足を運んだ。その結果、軍部が際限なく要求する部隊増派の承認に対して、次第に消極的になっていった。1967年の11月初旬に、マクナマラは北爆の停止とベトナム戦争への介入の段階的な縮小を提案したが、ジョンソン大統領に拒絶された。
1968年11月29日にマクナマラの辞意と世界銀行グループ総裁への就任が発表された。辞職に際してマクナマラには大統領自由勲章が授与された。

### 世界銀行総裁
世界銀行グループ総裁へ就任し、1981年まで務めた。後年になり著書において、ベトナム戦争は「北ベトナムの南部への侵略戦争」ではなく「南ベトナム民衆による反乱・内戦であり、北ベトナム軍とその南の同盟者解放戦線による『人民戦争』であった」とコメントしている。
1972年に出版されたデイヴィッド・ハルバースタムの『ベスト・アンド・ブライテスト』では、ケネディ政権とジョンソン政権での、ベトナム戦争におけるマクナマラの役割が詳細に描かれている。

### 死去
2003年に公開された映画『フォッグ・オブ・ウォー マクナマラ元米国防長官の告白』では長時間のインタビューに応じ、ベトナム戦争の回顧と自己批判と自己弁護（ケネディの弁護とジョンソンの批判）を行った。2009年7月6日に93歳で死去した。

## 著書
日本語訳
- 『能率への忠誠―マクナマラの世界経営哲学』原康訳（サイマル出版会、1968年）
- 『世界核戦略論―平和のための真実の提言』藤本直訳（PHP研究所、1988年）
- 『冷戦を超えて』仙名紀訳（早川書房、1990年）
- 『マクナマラ回顧録―ベトナムの悲劇と教訓』仲晃訳（共同通信社、1997年）
- 『果てしなき論争―ベトナム戦争の悲劇を繰り返さないために』仲晃 訳（共同通信社、2003年）-編著
- 『ウイルソンの幻影 21世紀において、紛争・殺戮及び破滅の危機を減少するために』ジェイムス・ジー・ブライト共著, 石井健吉訳 松風書房 2005

## 関連書籍
- ウイリアム・カウフマン『マクナマラの戦略理論』桃井真訳 ぺりかん社 1968